# Docosia antennata
Docosia antennata är en tvåvingeart som beskrevs av Becker 1907. Docosia antennata ingår i släktet Docosia och familjen svampmyggor. Inga underarter finns listade i Catalogue of Life.